# Ren Qian
Ren Qian (en chino: 任茜; Dujiangyan, 20 de febrero de 2001) es una deportista china que compite en saltos de plataforma.
Participó en los Juegos Olímpicos de Río de Janeiro 2016, obteniendo una medalla de oro en la prueba individual. Ganó cinco medallas en el Campeonato Mundial de Natación entre los años 2015 y 2022..

## Palmarés internacional
| Juegos Olímpicos   | Juegos Olímpicos        | Juegos Olímpicos  | Juegos Olímpicos             |
| Año                | Lugar                   | Medalla           | Prueba                       |
| ------------------ | ----------------------- | ----------------- | ---------------------------- |
| 2016               | Río de Janeiro (Brasil) | Medalla de oro    | Plataforma 10 m              |
| Campeonato Mundial |                         |                   |                              |
| Año                | Lugar                   | Medalla           | Prueba                       |
| 2015               | Kazán (Rusia)           | Medalla de plata  | Plataforma 10 m              |
| 2017               | Budapest (Hungría)      | Medalla de oro    | Plataforma 10 m sincro       |
| 2017               | Budapest (Hungría)      | Medalla de oro    | Plataforma 10 m sincro mixto |
| 2017               | Budapest (Hungría)      | Medalla de bronce | Plataforma 10 m              |
| 2022               | Budapest (Hungría)      | Medalla de oro    | Plataforma 10 m sincro mixto |